# Tomentella muricata
Tomentella muricata är en svampart som först beskrevs av Ellis & Everh., och fick sitt nu gällande namn av Elsie Maud Wakefield 1962. Tomentella muricata ingår i släktet Tomentella och familjen Thelephoraceae.   Inga underarter finns listade i Catalogue of Life.